# خولیو سزار لافاتیگ
خولیو سزار لافاتیگ (اسپانیایی: Julio César Laffatigue‎؛ زادهٔ ۲۳ فوریهٔ ۱۹۸۰) بازیکن فوتبال اهل آرژانتین است.

## باشگاهی
از باشگاه‌هایی که در آن بازی کرده‌است می‌توان به باشگاه فوتبال ال پورونیر، باشگاه اتلتیکو ایندپندینته و باشگاه فوتبال کرتارو اشاره کرد.